# Proarticulata
Proarticulata é um extinto filo proposto para todos os animais de simetria bilateral conhecidos por registro fóssil na Fauna Ediacarana.[carece de fontes?]
Mikhail A. Fedonkin descreveu os animais do filo Proarticulata com carapaças flexíveis e corpo segmentado. Nesse filo encontram-se os gêneros Dickinsonia, Yorgia, Vendia, Archaeaspinus, Andiva e Ovatoscutum.
Andrey Yu. Ivantsov propôs que os gêneros Tamga, Lossinia, Ivovicia e Onega são pertencentes ao filo Proarticulata ou são próximos á esse filo.
.

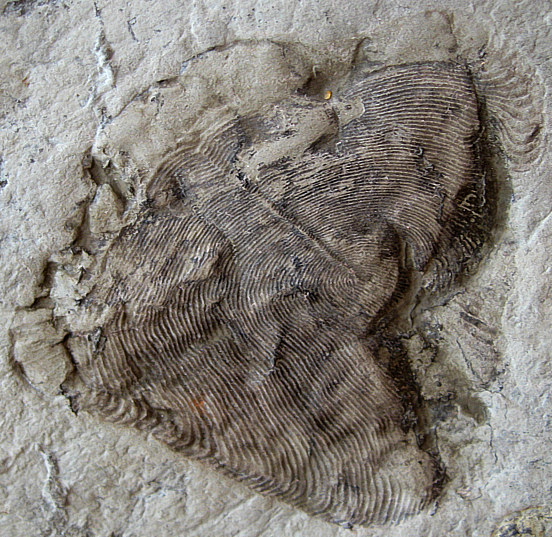
Andiva ivantsovi

A estrutura não é completamente bilateral, já que ao contrário dos modernos animais segmentados, os segmentos de um lado são alternados com o oposto, o que dá alguma assimetria e cada segmento é chamado de isômero. Às vezes, há uma certa estrutura interna que pode ser um traço de um sistema digestivo simples, embora não se possa afirmar que eles possuíam boca ou ânus. Seu tamanho variava de poucos milímetros a mais de um metro. Não há certeza de que eles tivessem musculatura ou locomoção, talvez sendo capazes de se mover por impulso da corrente do mar.
Suas relações filogenéticas são incertas. Sua segmentação é diferente da de outros seres modernos, como artrópodes ou anelídeos.

## Classificação
- Vendiamorpha Fedonkin, 1985
  - Vendiidae Ivantsov (Vendomiidae Keller, 1976 emmend.)
- Dipleurozoa Harrington & Moore 1955
  - Dickinsoniidae Harrington & Moore 1955
- Cephalozoa (nome preliminar)
  - Yorgiidae Ivantsov 2001
  - Sprigginidae Glaessner 1958[3]